# Elisa Stuttfeld
Elisa Stuttfeld (geboren am 25. August 1999) ist eine deutsche Handballspielerin. Sie wird auf der Position links außen eingesetzt.

## Vereinskarriere
Elisa Stuttfeld begann mit dem Handballspielen bei ihrem Heimatverein TSV Köngen und ging dann zur JSG Deizisau/Denkendorf. Sie spielte von 2015 bis 2019 beim TV Nellingen. Von dort ging sie 2019 zum Bundesligisten HSG Bensheim/Auerbach. Im Sommer 2023 wechselte sie zum Schweizer Erstligisten Spono Eagles.

## Auswahlmannschaften
Die 1,68 Meter große Spielerin errang mit der Juniorinnenen-Nationalmannschaft bei der U-19-Europameisterschaft den fünften Rang. Sie steht im Aufgebot der deutschen Nationalmannschaft.